# 荒木要平
荒木 要平（あらき ようへい、1815年 - 1875年2月18日）は、岡山県浅口郡佐方/占見新田（現・浅口市金光町佐方/占見新田）出身の剣客、武芸者。名は、「止信」で、「要平」は通称である。

## 来歴
早くから剣法に興味を持ち、岡山藩士根岸氏から戸田流剣法を学ぶ。成業の後は、拳法を学ぶ。帰郷の際、根岸氏の門人60人と離別の試合を行う。試合は、朝から夕方にわたって行われたが、要平は負けることが無かった。
29歳の時、江戸で岡田重松より無念流を学ぶ。江戸には6年余り留まり、その間の門人は4,000人を数えた。
明治8年2月18日死去。享年61。

## エピソード
- 金玉力の鍛錬を行っており[3]、陰嚢は手の皮のように強靭となっていた[3]。その事が噂となっており、安政の時代、鴨方の庄屋塚村定次から力自慢を見せて欲しいとの頼みを受け[3]、要平の自宅玄関前で金玉の力試しをすることとなった[3]。庄屋が連れてきた若者6人と綱引きならぬ金玉引きが行われた[3]。若者達は懸命に引張ったが、力及ばず、ズルズル引張り上げられ、要平が勝利した[3]。

- 手で砂を掻き、足でハネ飛ぶ四つ足走法が達者であった[3]。備後国鞆の浦で沖仲仕たちと駆け足と四つ足走法で競争を行った[3]が、要平がゴールした際、駆け足の沖仲仕たちは、まだ半分しか達していなかった[3]。